# Odem (Band)
Odem war eine 1997 gegründete Rechtsrock-Band aus dem Großraum Stuttgart, die im Verfassungsschutzbericht Baden-Württemberg 2004 genannt wird. Odem ist die Nachfolgeband von Carpe Diem, welche nach der Auflösung von Odem 2005 wieder aktiviert wurde.

## Geschichte
Odem wurde 1997 im Großraum Stuttgart gegründet und veröffentlichte 1998 einen ersten Liedbeitrag auf dem Sampler Kampflieder zum 1. Mai, einer Produktion der rechtsextremen Jungen Nationaldemokraten. Als es im Sommer 2001 persönliche Differenzen zwischen den Mitgliedern von Carpe Diem gab, beschloss die Band, ihren Gitarristen, der zuvor bei Noie Werte aktiv war, aus der Band zu entlassen. Im Jahr 2003 nahmen die drei verbliebenen Bandmitglieder für die Band Odem ihr einziges Album Aus dem Nichts auf und veröffentlichten es im Juli auf Triple Elf Records. In Interviews von szenebezogenen Magazinen und Internetseiten, wie etwa keinehaare.com oder White Victory, begründen sie den Rauswurf und die Neugründung damit, dass die Band Carpe Diem zu sehr auf ihren ehemaligen Gitarristen fokussiert war. Da er auch große Teile der Musik schrieb, äußerte man Unsicherheit darüber, ob alles aus seiner Feder stammt oder ob teilweise Plagiarismus betrieben wurde. Bei Odem hingegen soll jeder der Bandmitglieder seinen Teil beitragen können. Nach wenigen Konzerten und nur einem einzigen Album gab es im Jahr 2005 weitere Differenzen bei den Bandmitgliedern, welche dann zur Auflösung führten. Sänger Ralf verließ die Band, um weiterhin im Bereich Hardcore Punk musikalisch tätig sein zu können. Die zwei verbliebenen Bandmitglieder reaktivierten, zusammen mit dem ehemaligen Sänger von Division Staufen, die Band Carpe Diem. Laut eigener Aussage soll es vor Gründung der Band Carpe Diem schon Odem gegeben haben, allerdings gibt es, außer dem Samplerbeitrag von 1998, keine CD-Veröffentlichungen.

## Bedeutung in der rechtsextremen Szene
Odem fanden aufgrund ihrer Vorgeschichte mit Carpe Diem zwar große Beachtung in der rechtsextremen Szene, ihre Musik wird jedoch nicht als „übliche rechte Musik“ betrachtet, da die Texte größtenteils nur system- und gesellschaftskritisch gefärbt sind. Auch ist keines der einzelnen Bandmitglieder in rechten Netzwerken tätig. Sie gingen in einem Interview mit der Zeitschrift White Victory Ausgabe 2/2004 gewollt auf Distanz zur Parteipolitik der NPD.

„Auch nur eine Partei, die sich immer wieder gewollt oder ungewollt ins Abseits stellt und stellen hat lassen. Da Parteipolitik so interessant wie der Pollenbericht und alles andere als ehrlich ist, kann man uns damit ohnehin jagen.“

In einem Interview auf www.keinehaare.com erwähnen die Bandmitglieder, dass sie ausdrücklich nur musikalisch tätig sein wollen.

„Wir sprechen für uns und für keinen anderen – genauso wenig kann irgendeine Bewegung oder Initiative für uns sprechen.“

## Aus dem Nichts
Das Album Aus dem Nichts erschien im Juli 2003 bei Triple Elf Records. Dennoch wird es auch von anderen rechten Plattenfirmen im eigenen Online-Shop vertrieben. Die darauf enthaltenen 13 Lieder haben kaum rechtsorientierten Hintergrund, es wird mehr auf Kritik gegenüber dem System und auf gesellschaftlichen Belangen gesetzt.
Textbeispiele:
- Frieden durch Krieg, das auch auf der Schulhof-CD Der Schrecken aller linken Spießer und Pauker 2005 veröffentlicht wurde, bezieht sich auf den Irak-Krieg.[6] Die Politik von George W. Bush sowie deren Ansichten von Demokratie wird kritisiert. In einem Interview gab die Band an, dass die USA versuche, nach den Anschlägen vom 11. September die Weltbevölkerung auf deren Seite ziehen zu wollen und militärische Offensiven zu rechtfertigen. Dementsprechend wurde dieses Lied geschrieben. Das Lied wendet sich nur gegen die USA, deren „Streben nach Macht, Geld und maximalen Profiten“ kritisiert wird. Krieg im Allgemeinen wird nicht beanstandet.[7] Hierbei werden linke Positionen von der Rechtsrock-Gruppe instrumentalisiert.[8] Es wird jedoch durch die „antikapitalistische Gesellschaftskritik“ der Nationalsozialismus verherrlicht.[9]
- bei Schlaflos wird das Thema Kindesmissbrauch angesprochen. Sängerin Claudia, die für diesen Song verpflichtet wurde, singt von seelischen Qualen, die ein Kind nach einem sexuellen Missbrauch durchmachen muss. Dieser Song wurde bewusst balladesk komponiert und ist deshalb ruhiger als andere Lieder des Albums.

## Diskografie

### Alben
- Aus dem Nichts (2003 Triple Elf Records)

### Samplerbeiträge
- Kampflieder zum 1. Mai (zusammen mit Minnesang) (1998 Eigenproduktion der JN BaWü)[10]
- NPD-Schulhof-CD – Der Schrecken aller linken Spießer und Pauker (2005 Eigenproduktion der NPD, 2006 zwei weitere Versionen dieser CD veröffentlicht)[6]
- NPD-Schulhof-CD – Rebellion im Klassenzimmer – NPD rockt! (2008 Eigenproduktion der NPD)[11]
- NS Sampler Vol. 14 (unbekannter Eigenvertrieb auf CDr)
- Rhythmen gegen das System (Eigenproduktion der Kameradschaft Aachener Land)